# Kuzicus cervicercus
Kuzicus cervicercus är en insektsart som först beskrevs av Tinkham 1943.  Kuzicus cervicercus ingår i släktet Kuzicus och familjen vårtbitare. Inga underarter finns listade i Catalogue of Life.